# Śudra
Śudra (dewanagari शूद्र, transliteracja śūdra, ang. Shudra) – najniższa spośród czterech warn – statusów społecznych. Wyżej w hierarchii stoją wajśjowie, jeszcze wyżej kszatrijowie, a najwyżej bramini. 
Tradycyjnie nie przysługuje im odprawienie ceremonii upanajana.
Przeznaczeniem śudrów jest służenie trzem wyższym klasom. Wywodzeni ze stóp Puruszy.
Przykłady zawodów i prac typowych dla warny sudrów:
- księgowy[4]

## Znane postacie z warny śudrów
- Rani Rashmoni – fundatorka kompleksu Dakshineswar Kali Temple w Kalkucie[5]